# Johann Heinrich Meynier
Johann Heinrich Meynier (* 28. Januar 1764 in Erlangen; † 22. Mai 1825 ebenda) war ein deutscher Universitätslektor, Pädagoge, Jugendschriftsteller, Romanist und Lexikograf.

## Namen und Pseudonyme
In seinem umfangreichen publizistischen Werk tritt Meynier durch unterschiedliche Schreibung seines Namens wie auch unter Verwendung zahlreicher Pseudonyme auf:

### Schreibung seines Namens
- Meynier, Jean-Henri
- Meynier, Joh. Heinrich
- Meynier, J. H.
- Meynier, I. H.

### Pseudonyme
- Sanguin, Johann H.
- Sanguin, Johann Heinrich
- Sanguin, J. F.
- Sanguin, Johann Friedrich
- Renner, Carl Ludwig
- Renner, Karl Ludwig
- Jerrer, Georg Ludwig
- Jerrer, G. L.
- Jerrer, G. C.
- Jerrer, L.
- Iselin, L. K.
- Iselin, C. K.
- Sanguin
- Freudenreich, Julius
- Sternau, Felix
- André, K. H.
- Bscherer, M. W. Gottschalk
- Selchow, Felix
- Selchow, Friedrich
- Selchow, J. H.[1] Bedeutend wurde seine

- Georg Ludwig Jerrer: Die Weltgeschichte für Kinder, ISBN 1-270-92109-6, welche angeblich auch Heinrich Schliemann als Kind geschenkt bekommen haben soll und die ihn zur Ausgrabung von Troja inspiriert hat.

## Leben und Werk
Meynier entstammt einer hugenottischen Familie und war der Sohn von Jean-Jacques Meynier. Von 1788 bis zu seinem Tod war er Lektor für Französisch an der Universität Erlangen (ab 1797 auch Zeichenlehrer). Meynier publizierte zahlreiche Texte unter verschiedenen Pseudonymen (darunter viele pädagogisch orientierte Schriften für die Jugend). Er promovierte noch 1811 zum Dr. phil.

Meyniers Sprachlehrmethode beruhte ganz auf der Praktischen französischen Grammatik des Johann Valentin Meidinger, die er bearbeitete (und die von seinem Erlanger Kollegen Johann Christian Fick auf das Englische angewandt wurde), sowie auf dem Orbis sensualium pictus des Johann Amos Comenius, den er auf seine Zeit übertrug.

Originell ist sein zweisprachiges Wörterbuch Französisch-Deutsch, Deutsch-Französisch von 1800 bis 1802, in dem er unter dem Druck des Verlegers Johann Jakob Palm auf die Bedürfnisse sowohl des Schulunterrichts als auch des Berufslebens (Fachwortschatz) einging. Der französisch-deutsche Teil nutzte ein Manuskript des Schwabacher Stadtschulrektors Johann Friedrich Memmert (1763–1835), der deutsch-französische Teil baute auf dem Wörterbuch von Christian Friedrich Schwan auf.

In seinem Fremdwörterlexikon von 1821 befürwortete Meynier das Fremdwort immer dann, wenn er das in der damaligen Diskussion vorgeschlagene deutsche Wort für minderwertig (weil unverständlich, zweideutig oder lächerlich) hielt: Kardinal vs Rothütler, Trompete vs Heerschnetter, Kloster vs Frommsiedel, Pedell vs Vorfüßler. Er wusste sich dabei in Übereinstimmung mit Carl Wilhelm Kolbe, der ebenfalls Hugenottennachfahre war. Die Einbürgerung des Edleren – sei es Wort, sei es Hugenotte – gereiche den Deutschen zur Ehre.

## Werke (Auswahl)
- Französisch-Teutsches und Teutsch-Französisches Handwörterbuch, 2 Bde., Erlangen 1800–1802 (Teil 2 hat den Titel: Dictionnaire allemand-françois à l'usage des écoles et de l'état bourgeois contenant généralement tous les mots françois et allemands dont on peut avoir besoin pour la lecture des auteurs = Teutsch-französisches Handwörterbuch für die Schulen und den Bürgerstand)
- Neuer Orbis Pictus in deutscher und französischer Sprache. Ein Hülfsmittel, Kindern viele nüzliche Kenntnisse beizubringen, die Lust zur Erlernung der französischen Sprache in ihnen zu erwecken und die Fertigkeit im Sprechen zu befördern, Nürnberg 1812, 1818, 1822 (schwedisch Stockholm 1824)
- Allgemeiner Handlungskorrespondent in deutscher und französischer Sprache, Coburg/Leipzig 1815
- Neues Conversations- und Zeitungs-Lexicon für alle Stände. Enthaltend eine richtige Verteutschung derjenigen fremden Wörter und Redenarten, welche in der Conversation in den Zeitungen und Büchern vorkommen mit Angabe ihrer Aussprache und Betonung. Zum gemeinnützigen Gebrauch besonders für Geschäftsmänner, Kaufleute und Literaturfreunde, Nürnberg 1821
- Wie soll sich eine Jungfrau würdig bilden?, Nürnberg 1822; Lehrsätze über die Bestimmung und Veredelung des weiblichen Geschlechts oder wie soll sich eine Jungfrau würdig bilden?, Wien 1826